# Roskovics Ignác (nagyprépost)
Roskovics Ignác, idősb, (Tokaj, (Zemplén vármegye), 1822. július 11. – Ungvár, 1895. február 15.)  görögkatolikus nagyprépost, egyházi író, Roskovics Ignác festőművész apja.

## Életpályája
Édesapja Roskovics János, Tarcal város jegyzője. Édesanyja Gregorovics Veronika.
Középiskoláit Ungváron, a bölcsészetet Pesten elvégezvén, növendékpap akart lenni, de nem vették föl. Ekkor Egerben és Nagyváradon elvégezte a jogi tanfolyamot és oklevelet szerzett. 1843-ban felvették a papnövendékek közé, Pesten és Ungváron tanulta a teológiát. 1848-ban megnősült és pappá szentelték. Lelkész volt Szalókon, Karászon, Hajdúböszörményben és Nyírpilisen. 1862-ben  Debrecenben kiadott Óhitü imakönyve úttörő műnek számított, számos kiadást ért meg, a magyar görögkatolikusok legkedveltebb imakönyve volt. 1866-ban az ungvári papnevelő lelki igazgatója, később tiszteletbeli kanonok, 1877-ben teológiatanár, 1878-ban valóságos kanonok és egyházmegyei főtanfelügyelő, 1892-ben káptalani nagyprépost lett. A Tanügyi Lapokban és a Svitben számos cikke jelent meg.

## Önálló művei
- Óhitü imakönyv (Debrecen, 1862)
- Magyarország földrajza versekben (Debrecen, 1863)
- Kis katekizmus (Budapest, 1883)
- Moralis (Ungvár, 1878)
- Zbornik (egyházi szláv énekeskönyv, ugyanott, 1887)